# Grand Prix Mipaaft Allevamento
Le Grand Prix Mipaaft Allevamento (en italien, Gran Premio Mipaaft Allevamento) est une course hippique de trot attelé se déroulant au mois de décembre sur l'hippodrome d'Agnano en Italie.
L'épreuve est créée en 2018. Elle remplace deux Groupes I italiens, le Grand Critérium et le Grand Prix Allevatori.
C'est une course de Groupe I réservée aux poulains de 2 ans. L'année de sa création, quatre courses qualificatives ont lieu deux semaines avant la finale composée de douze partants. Les qualifications se déroulent sur quatre hippodromes : Modène, Rome, Naples et Milan. À partir de 2020, l'épreuve est dédoublée : l'une est réservée aux mâles, l'autre aux femelles.
Elle se court sur la distance de 2 100 mètres. L'allocation s'élève en 2024 — édition courue à Milan, rebaptisée Premio Allevatori Masaf, selon le nouveau nom du ministère — à 180 400 € pour chacune des deux épreuves.

## Palmarès
| Année | Épreuve  | Vainqueur       | Père              | Driver                      | Réd.km |
| ----- | -------- | --------------- | ----------------- | --------------------------- | ------ |
| 2024  | Mâles    | Ginostrabliggi  | Muscle Hill       | Gabriele Gelormini          | 1'14"6 |
| 2024  | Femelles | Giovaz          | Maharajah         | Antonio Di Nardo            | 1'16"  |
| 2023  | Mâles    | Felipe Roc      | Filipp Roc        | Santo Mollo                 | 1'14"4 |
| 2023  | Femelles | Funny Gio       | Face Time Bourbon | Alessandro Gocciadoro       | 1'14"  |
| 2022  | Mâles    | Energy King Gar | Wishing Stone     | Antonio Simioli             | 1'14"  |
| 2022  | Femelles | East Asia       | Ready Cash        | Andrea Farolfi              | 1'13"6 |
| 2021  | Mâles    | Denzel Treb     | Nuncio            | Cesare Ferrantini           | 1'14"7 |
| 2021  | Femelles | Diletta Axe     | Muscle Hill       | Andrea Guzzinati            | 1'17"1 |
| 2020  | Mâles    | Callmethebreeze | Trixton           | Alessandro Gocciadoro       | 1'15"1 |
| 2020  | Femelles | Cindy Truppo    | Maharajah         | Thorsten Tietz              | 1'15"4 |
| 2019  |          | Bristol Cr      | Owen CR           | Gaetano di Nardo            | 1'14"3 |
| 2018  |          | Axl Rose        | Love You          | Vincenzo P. Dell'Annunziata | 1'15"0 |